# Ssangbangwool Raiders
O Ssangbangwool Raiders foi um clube profissional de beisebol sul-coreano sediado em Jeonju, Coreia do Sul. A equipe disputou a KBO League.

## História
Foi fundado em 1990 e competiu até 1999.